# Cohen-Inseln
Die Cohen-Inseln sind eine Gruppe kleiner Inseln vor der Nordküste der westantarktischen Trinity-Halbinsel. Sie liegen im Archipel der Duroch-Inseln zwischen Ponce Island und Pebbly Mudstone Island sowie 800 m westsüdwestlich des Halpern Point.
Das Advisory Committee on Antarctic Names benannte die Inselgruppe 1964 nach Theodore Jerome Cohen, Feldforschungsassistent von der University of Wisconsin, der im Rahmen des United States Antarctic Research Program an der Vermessung des Gebiets um die Inseln zwischen 1961 und 1962 beteiligt war.